# Kościół św. Faustyny Kowalskiej w Starych Brynkach
Kościół św. Faustyny Kowalskiej – rzymskokatolicki kościół znajdujący się w Starych Brynkach. 
Budynek świątyni został wzniesiony pod koniec XIX w. w stylu neoromańskim z elementami gotyckimi. Do budowy użyto ciosów granitowych. Podczas wojny kościół został częściowo zniszczony. Rekonstrukcji wymagało 70% budowli. Nieodbudowywany ulegał dewastacji, później długo pozostawał w ruinie. Dopiero w latach 1988-2007 staraniem księdza, sołtysa i części mieszkańców budynek odrestaurowano. Poświęcenie świątyni nastąpiło 8 listopada 2007 r. przez metropolitę szczecińsko-kamieńskiego Zygmunta Kamińskiego. Otrzymała ona wezwanie św. Faustyny Kowalskiej.  
Kościół należy do parafii rzymskokatolickiej pw. MB Królowej Polski w Radziszewie, dekanatu Szczecin-Słoneczne, archidiecezji szczecińsko-kamieńskiej. Budynek wpisano do rejestru zabytków w dniu 1 sierpnia 1989.